# Suzuki DL 1000 V-Strom
Suzuki V-Strom 1000, znany także pod oznaczeniem DL 1000 (DL1000), to japoński motocykl z segmentu dużych turystycznych enduro. Wyposażony jest w dwucylindrowy silnik w układzie V (V-Twin) o pojemności 996 centymetrów sześciennych. Jednostka pochodzi ze sportowego modelu Suzuki TL 1000. Nieco zmieniona charakterystyka oddawania mocy oraz jej redukcja przełożyły się na większą dostępność momentu obrotowego w niższym zakresie obrotów i bardziej liniowy sposób przekazywania mocy na tylne koło.
Nazwa "V-Strom" to nawiązanie do silnika w układzie V, słowo "Strom" oznacza po niemiecku strumień bądź prąd.
Motocykl trafił do salonów w 2002 roku i od tamtej pory przeszedł kilka drobnych modyfikacji. Ważniejsze z nich to:
- 2003 – alternator wzmocniony do 400 W, dodano regulację przedniego zawieszenia i przekonstruowano kosz sprzęgłowy
- 2004 – nowa owiewka z regulowaną wysokością szyby, przeprojektowane zegary, nowe klosze kierunkowskazów, mocniejsze osłony na ręce, zmienione lusterka i zmodyfikowana kanapa
- 2005 – srebrna rama oraz wahacz zastąpione zostały czarnymi odpowiednikami, światła przygasają podczas rozruchu
- 2007 – dodane zostały gumowe osłony ramy w miejscu styku z butami jeźdźca, klosze kierunkowskazów zmieniono na przeźroczyste

Agresywny silnik w połączeniu z masą własną na poziomie 207 kg sprawiły, że V-Strom wchodząc na rynek był najszybszą maszyną w swojej klasie. Przyspieszenie od 0 do 100 km/h zajmuje ok. 3,4-3,7 sek. Wynik ten nie został pobity aż do 2009 roku, kiedy to KTM wypuścił na rynek model 990 Adventure R, który był w stanie uzyskać wartości przyspieszeń poniżej 3,4 sek (dokładnie 3,3 sek).

| Masa własna (na sucho): || 207 kg

W 2004 roku Kawasaki wypuściło na rynek bliźniaczy model o nazwie KLV 1000, który był w ofercie tego producenta do 2006 roku. W 2009 roku zaprzestano sprzedaży modelu DL 1000 w Europie. Nadal jest oferowany na rynkach m.in. Stanów Zjednoczonych i Australii.
W roku 2014 DL1000 powrócił na rynek europejski.